# Ярота
«Ярота» (пол. Jarota Jarocin) — польский футбольный клуб из Яроцина, выступающий во Второй лиге.

## История
История футбола в Яроцине восходит к началу XX века. Начиная с 20-х годов столетия главным клубом города являлась «Виктория», выступавшая в классе «А» Третьей лиги (нынешняя Четвёртая).
В апреле 1998 года в окружном суде г. Калиш было зарегистрировано товарищество «Ярота». Первым президентом новго клуба стал Ян Рачкевич, тренером — Марьян Фурманяк. Команда была допущена до соревнований в познанском классе «Б». За первым официальным матчем команды наблюдали 2000 зрителей, а противником стал дубль «Полонии» (Сьрода-Велькопольска). Игра завершилась со счётом 3:1 впользу «Яроты». Первый сезон в чемпионате завершился успешно: команда вышла в классу «А». Уже в следующем году произошло ещё одно повышение. Руководство объявило об участии клуба в районных соревнованиях. Проведя очередной удачный сезон, футболисты «Яроты» за два тура до конца розыгрыша оформили выход в Четвёртую лигу. Дебют в турнире завершился завоеванием четвёртого места. В следующем сезоне «Ярота» стала победителем отборочного этапа кубка Польши в своём воеводстве. В финале был повержен резерв «Амики». Однако первый же оппонент яроцинян на основном этапе — «Гурник» (Польковице) — разгромил команду со счётом 4:1. В лиге клубу удалось занять первое место, дающее путёвку в плей-офф за повышение. В решающих матчах «Ярота» дважды уступила дублю «Леха» (Познань) со счётом 0:2. Затем последовали ещё несколько попыток выйти на новый для городского футбола уровень. Лишь в 2006 году, одолев по сумме двух встреч «Нельбу» (0:1 и 4:0), футболисты завоевали долгожданное повышение.

## Достижения
- Выход во Вторую лигу Польши — 2006 год.
- Кубок Великопольского воеводства — 2001/02.

## Выступления
| Сезон   | Лига                                              | Позиция | Очки | Голы   | Примечания                                                 |
| ------- | ------------------------------------------------- | ------- | ---- | ------ | ---------------------------------------------------------- |
| 2001/02 | Четвёртая (группа Великопольского воеводства, юг) | 4       | 51   | 60:20  |                                                            |
| 2002/03 | Четвёртая (группа Великопольского воеводства, юг) | 2       | 80   | 83:32  |                                                            |
| 2003/04 | Четвёртая (группа Великопольского воеводства, юг) | 1       | 84   | 102:20 | проигрыш «Леху II» в плей-офф за повышение                 |
| 2004/05 | Четвёртая (группа Великопольского воеводства, юг) | 2       | 64   | 64:23  |                                                            |
| 2005/06 | Четвёртая (группа Великопольского воеводства, юг) | 1       | 69   | 86:21  | победа над «Нельбой» в плей-офф, повышение                 |
| 2006/07 | Третья (группа 2)                                 | 3       | 49   | 50:39  |                                                            |
| 2007/08 | Третья (группа 2)                                 | 4       | 53   | 55:27  |                                                            |
| 2008/09 | Вторая (западная группа)                          | 12      | 45   | 51:44  | победа в плей-офф за выживание над «Сталью» (Бельско-Бяла) |
| 2009/10 | Вторая (западная группа)                          | 7       | 48   | 42:39  |                                                            |
| 2010/11 | Вторая (западная группа)                          |         |      |        |                                                            |

| Цветами обозначены    |
| --------------------- |
| Третий уровень лиг    |
| Четвёртый уровень лиг |